# 北九州市立守恒小学校
北九州市立守恒小学校（きたきゅうしゅうしりつ もりつねしょうがっこう）は、福岡県北九州市小倉南区にある公立小学校。

## 沿革
（沿革節の主要な出典は公式サイト）
- 1976年（昭和51年）4月 - 創立。
- 1976年8月 - プール設置。
- 1981年4月 - 科学技術庁官賞(特別賞)受賞
- 1982年10月 - 福岡県発明工夫展「学校賞」受賞
- 1986年6月 - 交通安全活動実践最優秀賞受賞
- 1988年2月 - 「全国小中学校PTA新聞コンクール」安田火災賞受賞
- 2003年（平成15年）10月 - アメリカ合衆国市会議員団訪問
- 2009年10月 - 「優良PTA文部科学大臣表彰」受賞

### 校舎
創立当時の小学校の校舎等は、経営不振で閉鎖した短期大学の建物を北九州市が買収したものであった。

## 交通アクセス
- 西鉄バス守恒小学校前バス停より徒歩2分。